# Mid/Side-Stereofonie
Die Mid/Side-Stereofonie (englisch für „Mitte/Seite“, auch MS-Stereofonie) ist ein stereofones Signalkodierungsverfahren. Dabei werden die Stereokanäle nicht nach den Kanälen Links L und Rechts R, sondern in einen Mittenkanal M und einen Seitenkanal S getrennt.

## Prinzip
MS-Signale können durch Summenbildung (Mittenkanal M) und Differenzbildung (Seitenkanal S) der Links- und Rechts-Kanäle gewonnen werden.
{\displaystyle {\begin{aligned}M^{\prime }&=L+R\\S^{\prime }&=L-R\\\end{aligned}}}
Für eine korrekte Skalierung muss noch eine Abschwächung eingeführt werden, die jedoch keine funktionelle Bedeutung bei der Matrizierung hat: {\displaystyle M={\frac {1}{2}}\,M^{\prime }} sowie {\displaystyle S={\frac {1}{2}}\,S^{\prime }}.
Umgekehrt lassen sich MS-Kanäle in LR-Kanäle umwandeln, so dass sie auf den gängigen Stereo-Lautsprechersystemen wiedergegeben werden können:
{\displaystyle {\begin{aligned}L&=M+S\\R&=M-S\end{aligned}}}
Mathematisch gesehen heben sich bei der Addition die R-Anteile aus M und S weg, was bei der Signalverarbeitung einer Auslöschung entspricht. Bei der Subtraktion ist es entsprechend der L-Anteil. Diese Matrixschaltung kann elektrisch mit Übertragern, elektronisch mit Differenzverstärkern oder als digitale Signalverarbeitung realisiert werden.
Da die vollständige Information erhalten bleibt, ist die Umwandlungskette von LR–MS–LR im Prinzip verlustlos. In der Praxis treten natürlich dennoch nichtideale Eigenschaften (insbesondere bei der analogen Signalverarbeitung) mit den dafür typischen Verlusten an Signalqualität (z. B. Rauschen, Verzerrungen, Rundungsfehler) auf.
Die MS-Kodierung hat bei manchen Anwendungen technische Vorteile. Ein populäres Beispiel ist die Einstellung Joint-Stereo beim Kodieren von MP3-Dateien. Monosignale (wie etwa Sprache) führen damit automatisch dazu, dass der Seite-Kanal kein Signal führt und somit nicht kodiert werden muss.
Ein weiteres Feld ist die Implementierung von stereophoner Übertragung in einer zur monophonen Übertragung kompatiblen Weise. Das bedeutet, dass das Mittensignal so wie bislang das Monosignal übertragen wird, so dass Monoempfänger lediglich das Mittensignal empfangen und somit ein – sofern das Ausgangssignal monokompatibel ist – adäquates Monosignal wiedergeben. Dies ist der Fall beispielsweise beim FM-Stereorundfunk (s. u.) und bei bestimmten Varianten des analogen Stereofernsehtons. Bei der Flankenschrift bei Stereoschallplatten kann man den Seitenschrift-Anteil als Mittensignal und den Tiefenschrift-Anteil als Seitensignal interpretieren. Ein Monoplattenspieler (der nur Seitenschrift wiedergibt), „sieht“ somit nur das Mittensignal.
Eine ursprüngliche Anwendung der MS-Stereofonie ist die im Folgenden dargestellte MS-Stereomikrofonaufnahme.

## MS-Mikrofonierung
Zur Aufnahme eines Mitte-Seite-Signals werden wie bei allen Stereo-Mikrofonierungsverfahren zwei Mikrofone benötigt. Bei der Intensitätsstereofonie, zu der das MS-Verfahren zählt, entsteht der Stereoeffekt allein durch Pegeldifferenzen, nicht durch Laufzeitunterschiede zwischen den Kanälen. Daher werden die Mikrofone möglichst nah beieinander angeordnet. Die MS-Stereofonie gewinnt die Mitten- und Seiten-Signale durch die Kombination von zwei unterschiedlichen Richtcharakteristiken:
- Ein vorwiegend ungerichtetes bis gerichtetes Mikrofon mit einer Kugel- bis Hypernieren-Charakteristik für das Mitte-Signal
- Ein reines Druckgradientenmikrofon mit der Richtcharakteristik einer Acht für das Seite-Signal.

Der Achsenwinkel der Mikrofone beträgt dabei 90°, die positive Polung des Achtermikrofons zeigt normgemäß nach links. Statt einer Kombination aus zwei Mikrofonen kann auch ein Koinzidenzmikrofon verwendet werden. Durch Summen- und Differenzbildung können mit einer Matrixschaltung die Kanäle „Links“ und „Rechts“ gewonnen werden.
Steht keine Matrixschaltung zur Verfügung, so kann das MS-Stereosignal auch mit einem Mischpult (Richtungsmischer) dekodiert werden (siehe Bild): Das symmetrische S-Signal wird spannungsrichtig auf den linken Kanal und gleichzeitig spannungsinvertiert (verpolt, umgangssprachlich: „phasengedreht“) auf den rechten Kanal geschaltet. Das M-Signal wird spannungsrichtig beiden Kanälen zugemischt. Die Spannungsinvertierung ist am einfachsten zu realisieren, wenn das Mischpult einen Schalter zur „Phasendrehung“ (ϕ, Phase) im Kanalzug hat. Alternativ kann die Signalspannung invertiert werden, indem man beim XLR-Stecker die symmetrischen Anschlüsse Pin 2 (Hot) und Pin 3 (Cold) vertauscht.
Den Zusammenhang zwischen Polung des Achtermikrofons, Mischpult und Stereoeindruck versteht man am besten im Beispiel:
Kommt ein akustisches Signal von der linken Seite, so wird es von dem Achtermikrofon spannungsrichtig wiedergegeben, da dessen positive Membranseite nach links zeigt. Das Kugelmikrofon nimmt Signale immer spannungsrichtig auf, da es sich um einen Druckempfänger handelt. Bei der gezeigten Mischpult-Kanaleinstellung addiert sich das Mitte-Signal mit dem spannungsrichtigen S-Signal auf dem linken Kanal: {\displaystyle L=M+S}. Auf dem rechten Kanal addiert sich das via Verpolungsschalter spannungsinvertierte S-Signal mit dem M-Signal: {\displaystyle R=M+(-S)}. Die Signale löschen sich aus: Das von links kommende akustische Signal wird auf dem L-Kanal lauter wiedergegeben als auf dem R-Kanal. Kommt ein akustisches Signal von der rechten Seite, so wird es vom Achtermikrofon spannungsinvertiert aufgefangen, da die rückwärtige Membranseite nach rechts zeigt. Es wird sich mit dem spannungsrichtigen Mitte-Signal auf dem linken Kanal auslöschen, auf dem rechten addieren.
Die MS-Stereomikrofonierung hat folgende Vorteile:
- Wie bei allen Intensitätsstereoverfahren ergeben sich keine Laufzeitunterschiede und damit keine Kammfiltereffekte durch Phasenauslöschung (Interferenz). Das Signal erfährt bei Monowiedergabe keine Klangverfärbungen.
- Durch Veränderung des M-Pegels zum Seitenkanalpegel (+S-Signal und –S-Signal) kann nachträglich die Basisbreite des Stereosignals verändert werden. Das Pegelverhältnis M zu S entspricht dabei in etwa dem Achsenwinkel (Öffnungswinkel) eines XY-Stereosystems.

In der Praxis werden die Mitte-Seite-Kanäle aufgezeichnet, um nachträglich im Tonstudio die Basisbreite der Stereoaufnahme variieren zu können. Während der Aufnahme muss eine Matrixumwandlung zu Links-Rechts-Kanälen zur Verfügung stehen, um die Mikrofonperspektive zu kontrollieren.

## Bedeutung im Stereo-Hörfunk
Die MS-Kodierung ist grundlegend für die Übertragung von UKW-Stereo-Programmen. Hier wird auf dem UKW-Hauptband das Mittensignal, auf einem Nebenband das S-Signal übertragen. Das hat folgende Gründe:
- Das Signal ist mit Mono-UKW-Empfängern problemlos abspielbar, sie ignorieren das S-Signal und haben ein einwandfreies Mono-Signal. Monokompatibilität, also Abwärtskompatibilität des Signals ist dafür Voraussetzung.
- Ist der Empfang für einen Stereoempfänger nicht gut genug, also der Übertragungsbereich eingeschränkt, kann dieser immer auf das stabilere M-Signal zugreifen.

Ein vergleichbares Prinzip findet sich beim analogen Farbfernsehen, beispielsweise dem PAL-Verfahren. Hier wird ebenfalls u. a. aus Gründen der Kompatibilität das Summensignal aller Farben (Schwarz-Weiß-Signal) und zwei Differenzsignale für die Farben übertragen.

## Weitere Stereo-Formen
- Intensitätsstereofonie
- Laufzeitstereofonie
- Äquivalenzstereofonie
- Lautsprecherstereofonie
- Blumlein-Stereosystem
- ORTF-Stereosystem
- NOS-Stereosystem
- Knüppelstereofonie